# Flying Spaghetti Monster

Touched by His Noodly Appendage (Được chạm bởi chi phụ bằng mì ống của Ngài), bản nhại The Creation of Adam của Michelangelo, một hình tượng của Flying Spaghetti Monster

Flying Spaghetti Monster (FSM, tạm dịch Quái vật Spaghetti bay) là vị thần của tôn giáo nhại (parody religion) Giáo hội Flying Spaghetti Monster hay Pastafarianism. Được Bobby Henderson tạo ra vào năm 2005 với mục đích cổ động châm biếm việc Hội đồng Giáo dục bang Kansas cho phép giảng dạy thiết kế thông minh thay thế cho thuyết tiến hóa tại các trường công. Trong một lá thư ngỏ gửi Hội đồng Giáo dục bang Kansas, Henderson nhại lại khái niệm thiết kê thông minh bằng việc bày tỏ niềm tin về một vị thần sáng tạo siêu nhiên giống với mì spaghetti với thịt viên. Henderson còn gọi đó là lý thuyết sáng tạo "Pastafarian" (kết hợp từ pasta (một loại mì) và Rastafarian (một phong trào tôn giáo) cần được dạy trong các lớp khoa học với khoảng thời gian ngang bằng với Thiết kế thông minh và thuyết tiến hóa. Henderson giải thích kể từ khi phong trào Thiết kế thông minh sử dụng những viện chứng mập mờ về một người thiết kế, bất cứ thực thể nào tưởng tượng được đều hoàn toàn có thể đảm nhận vai trò đó, kể cả Flying Spaghetti Monster.
Sau khi đăng bức thư lên website của mình, nó nhanh chóng trở thành một hiện tượng Internet và là biểu tượng phản đối việc giảng dạy Thiết kế thông minh trong các trường công. Henderson tự nhận là "nhà tiên tri" và xuất bản sách "The Gospel of the Flying Spaghetti Monster" (Phúc âm của Flying Spaghetti Monster), được Villiard Press xuất bản năm 2006.

## Lịch sử

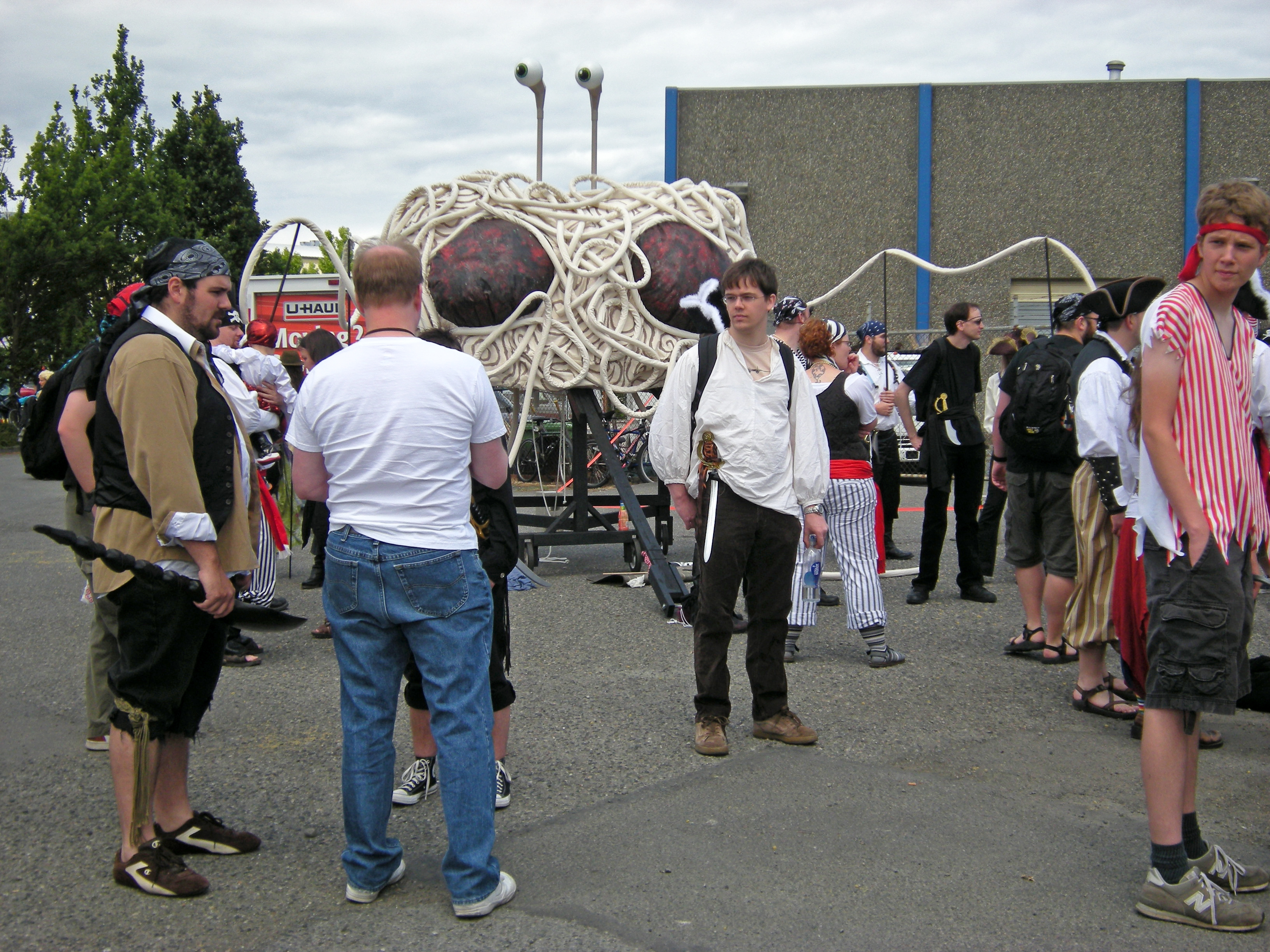
Nhóm những người theo Flying Spaghetti Monster tổ chức một cuộc diễu hành vào hạ chí năm 2009 tại Fremont, Seattle, Washington

Lần xuất hiện đầu tiên của Giáo hội Flying Spaghetti Monster được cho là vào tháng 1, năm 2005 khi Bobby Henderson, 25 tuổi, tốt nghiệp vật lý Đại học Tiểu bang Oregon, gửi một lá thư ngỏ về Flying Spaghetti Monster đến Hội đồng Giáo dục bang Kansas. Lá thư gửi trước vụ xem xét thuyết tiến hóa tại bang Kansas như một luận cứ phản đối việc giảng dạy Thiết kế thông minh trong các lớp sinh học. Henderson, tự miêu tả mình là một "công dân có liên quan" đại diện cho 10 triệu người khác, phát biểu rằng cả thuyết của anh và Thiết kế thông minh có giá trị ngang nhau. Trong bức thư của mình, anh viết
Tôi nghĩ chúng ta đều mong đợi đến lúc cả ba thuyết đều được dành những khoảng thời gian bằng nhau trong các lớp khoa học trên cả nước, và thậm chí là cả thế giới; Một phần ba cho Thiết kế thông minh, một phần ba cho Flying Spaghetti Monster, và một phần ba cho sự suy đoán logic dựa trên những bằng chứng xác thực quan sát được.— Bobby Henderson

Theo Henderson, kể từ khi phong trào Thiết kế thông minh sử dụng những viện chứng mập mờ về một người thiết kế, bất cứ thực thể nào tưởng tượng được đều hoàn toàn có thể đảm nhận vai trò đó, kể cả Flying Spaghetti Monster. Henderson giải thích, "Tôi không gặp rắc rối gì với tôn giáo. Rắc rối tôi gặp là việc tôn giáo áp đặt lên khoa học. Nếu có một thượng đế và ông ấy thông minh, tôi đoán ông phải là người có óc hài hước."
Vào tháng 5 năm 2005, không nhận được phản hồi từ Hội đồng Giáo dục Kansas, Henderson đăng lá thư lên website của mình, thu hút sự chú ý của công luận. Không lâu sau, Pastafarianism trở thành một hiện tượng Internet. Henderson đăng những phản hồi từ các thành viên của Hội đồng. Ba thành viên của hội đồng, trong số những người phản đối việc sửa đổi chương trình giảng dạy, phản hồi tích cực; thành viên thứ tư phản hồi với bình luận "Đó là sự xúc phạm nghiêm trọng khi nhạo báng Thượng đế." Henderson cũng đăng một lượng lớn những lá thư thù hằn, kể cả lời đe dọa giết mà anh nhận được. Trong vòng một năm khi gửi lá thư, Henderson nhận được hàng ngàn thư điện tử về Flying Spaghetti Monster, tổng cộng trên 60.000, anh nói "khoảng 95 phần trăm ủng hộ, trong khi năm phần trăm nói tôi sẽ xuống địa ngục".

### Phát triển khác

Hình vẽ "cá" của FSM, biểu tượng của Giáo hội Flying Spaghetti Monster, nhại lại một biểu tượng của Thiên chúa giáo.

Vào tháng 8 năm 2005, trong một thử thách dành cho độc giả, blog Boing Boing thông báo khoản tiền thưởng $250.000, sau đó tăng lên $1.000.000—trong "loại tiền được thiết kế thông minh" cho bất cứ người nào đưa ra bằng chứng kiểm nghiệm được rằng Jesus không phải là con trai của Flying Spaghetti Monster. Nó dựa trên một thách thức tương tự do Kent Hovind, một người theo sáng tạo luận Trái Đất Trẻ hứa trả $250.000 cho bất cứ ai đưa ra bằng chứng tiến hóa "là cách khả thi duy nhất" mà Vũ trụ và sự sống xuất hiện. Thách thức này dấy nên mối quan tâm và sự phổ biến Flying Spaghetti Monster.
Theo Henderson, những bài báo về Flying Spaghetti Monster đã thu hút sự chú ý của các nhà xuất bản; anh cho biết trong cùng một thời điểm, có đến sáu nhà xuất bản quan tâm đến Flying Spaghetti Monster. Vào tháng 5 năm 2005, Henderson nhận lời đặt viết The Gospel of the Flying Spaghetti Monster (Phúc âm của Flying Spaghetti Monster) từ Villard.

## Niềm tin

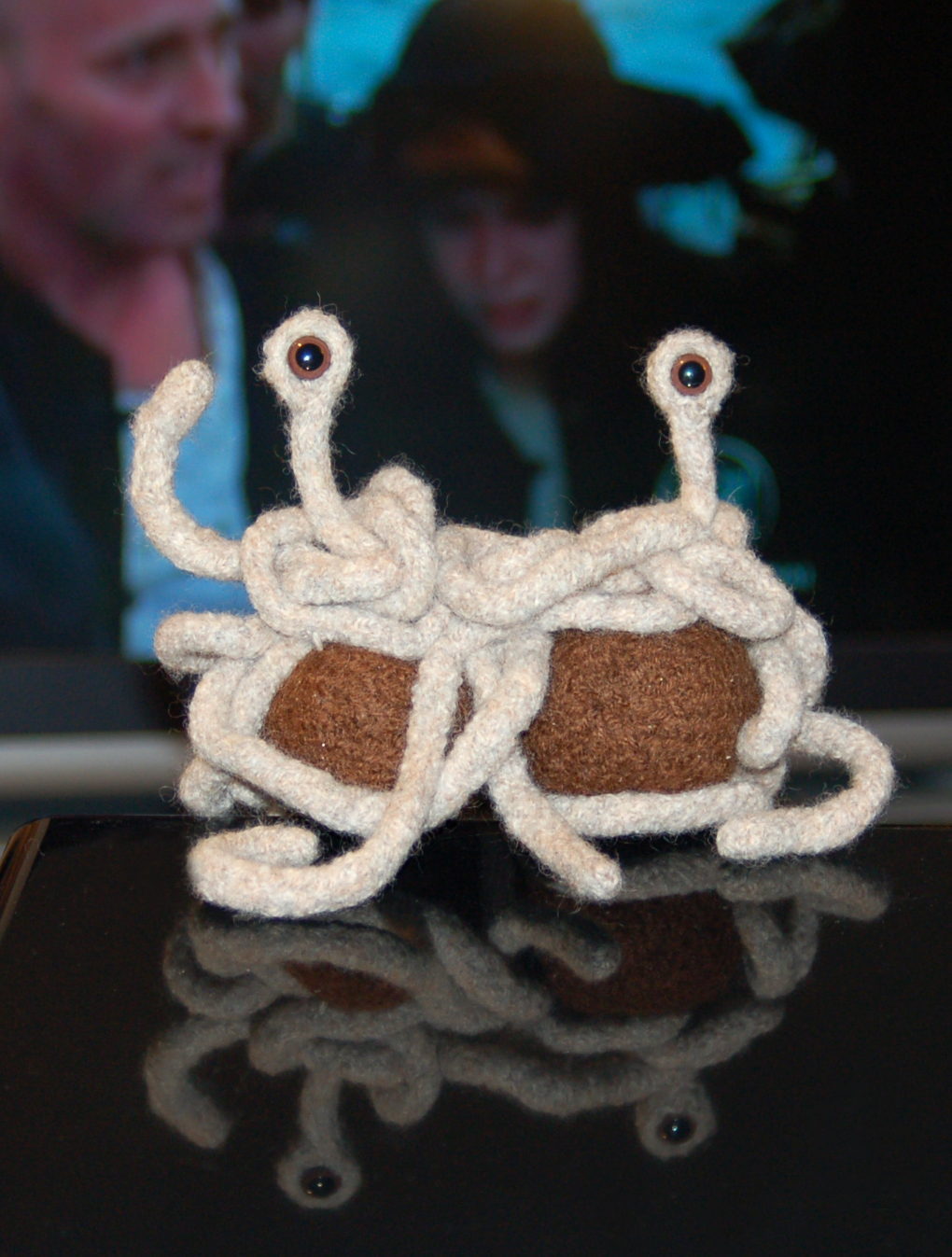
Flying Spaghetti Monster được làm thủ công, San Diego, California

Henderson đã đề xuất nhiều tín ngưỡng của Pastafarian nhằm phản bác các lý lẽ của những người ủng hộ thiết kế thông minh. Những "đức tin quy tắc" này được Henderson trình bày trong bức thư cho Hội đồng Giáo dục Kansas, Phúc âm của Flying Spaghetti Monster, và trên website của Henderson, nơi mà anh được miêu tả như là một nhà tiên tri. Những tín ngưỡng này thường chế giễu chủ nghĩa thiết kế thông minh.
Đức tin chính của tôn giáo là vũ trụ được tạo ra bởi một con Yêu quái vô hình và không thể tìm ra được với tên gọi là "Flying Spaghetti Monster", sau "một cuộc nhậu nhẹt". Theo các đức tin này, sự say xỉn của Yêu quái là lý do Trái Đất không được hoàn thiện. Thêm vào đó, tất cả những chứng cớ về tiến hóa đã được Yêu quái đặt ra trên Trái Đất nhằm để thử thách niềm tin của những tín hữu — việc này nhại lại niềm tin của những người tin tưởng toàn bộ vào Kinh thánh. Trong những sự đo lường khoa học, Yêu quái đã hiện diện và "thay đổi kết quả với bàn tay mì sợi của Ngài". Theo tín ngưỡng Pastafarian, trên Thiên đường có một núi lửa phun bia và một nhà máy tạo những vũ công thoát y. Theo họ, địa ngục cũng tương tự, nhưng bia đã bị nhạt nhẽo và các vũ công thoát y bị nhiễm bệnh lây truyền qua đường tình dục.
Tín ngưỡng của tôn giáo còn được mở rộng qua những nghi thức lễ tiết. Mỗi ngày thứ sáu là một ngày lễ. Khi cầu nguyện, lời kết thúc phải là chữ "R'amen"; được ghép lại từ chữ "Amen" khi kết thúc cầu nguyện theo Thiên chúa giáo, và món mì ăn liền Nhật Bản ramen.

### Hải tặc và sự ấm lên toàn cầu

Một đồ thị được kèm trong bức thư mở, minh họa mối quan hệ giữa hải tặc và nhiệt độ toàn cầu

Theo tín ngưỡng Pastafarian, hải tặc là "sinh vật hoàn toàn thiêng liêng" và là những tín đồ Pastafarian đầu tiên. Thêm vào đó, những tín hữu tin rằng hình ảnh hải tặc là những kẻ cướp ngoài vòng pháp luật là thông tin sai bị những nhà thần học Thiên chúa giáo thời Trung Cổ và những người Hare Krishna cố tình phát tán nhằm giảm uy tín của tôn giáo này. Thay vào đó, tín đồ Pastafarians tin rằng hải tặc là "những nhà thám hiểm yêu chuộng hòa bình và những nhà truyền bá thiện chí" thường cho kẹo cho trẻ nhỏ, và những hải tặc ngày nay không liên quan gì đến những hải tặc trong lịch sử. Các tín hữu Pastafarian tham gia "Ngày Quốc tế Nói chuyện như Hải tặc" vào ngày 19 tháng 9.
Việc thêm vào hải tặc trong đức tin Pastafarian là một phần của bức thư ban đầu của Henderson, nhằm minh họa ý tưởng "tương quan không đồng nghĩa với hệ quả". Henderson đưa ra lý giải rằng "sự ấm lên toàn cầu, động đất, bão, và những thiên tai khác là kết quả trực tiếp của sự giảm đi của số lượng hải tặc từ những năm 1800." Một đồ thị được kèm theo bức thư cho thấy khi con số hải tặc giảm xuống, nhiệt độ toàn cầu tăng lên. Việc này chế giễu ý kiến của một số tổ chức tôn giáo rằng sự gia tăng của các thiên tai, chiến tranh, chết chóc trên thế giới là vì người ta không tôn kính và thực hành các nghi lễ tôn giáo. Năm 2008, Henderson dùng sự gia tăng của các hoạt động hải tặc ở Vịnh Aden để ủng hộ ý tưởng này, nói rằng Somalia "có số lượng hải tặc cao nhất và lượng phát thải cacbon thấp nhất trong tất cả các quốc gia."